# Ras ibn Hani
Ras Ibn Hani (arabsko رأس ابن هاني‎) je  rtič na Sredozemskem morju, 8 km severno od Latakije, Sirija. Je pomembno arheološko najdišče, ker je bil naseljen skoraj neprekinjeno od pozne bronaste dobe do bizantinskega obdobja.  Rtič je zdaj pomembno turistično središče, imenovano Sirska Azurna obala.

## Zgodovina
Ras ibn Hani je dve uri hoda oddaljen od Ugarita. Preživel je propad Ugarita ob koncu bronaste dobe: "Prebivalci Ugarita so se razkropili, nobena kriza pa ni mogla uničiti njihove pomembne pridobitve, najboljšega naravnega pristanišča na rtiču Ras ibn Hani".  
Pristanišče je zaradi nizkih belih pečin postalo v kasnejših grških obalnih vodičih znano kot Belo pristanišče. Grško ime se je ohranilo v sodobnem arabskem imenu Minet el-Beida.  Najdišče samo so Grki imenovali Betilion. Ime je verjetno helenizirana različica semitskega izraza bait-El, ki pomeni Elova hiša. Če je to res, bi to pomenilo, da kanaansko-feničanska kultura na tem mestu ni nikoli povsem umrla.
Robin Lane Fox omenja, da se je na tem mestu izkrcal rimski cesar Trajan in se pridružil  svoji vojski v Siriji na  zanj usodnem pohodu v Mezopotamijo leta  114–117.

## Vir
- Cohen, Getzel M. (2006). The Hellenistic settlements in Syria, the Red Sea Basin, and North Africa. University of California Press. ISBN 978-0-520-24148-0.